# Urdiales del Páramo (kommunhuvudort)
Urdiales del Páramo är en kommunhuvudort i Spanien.   Den ligger i provinsen Provincia de León och regionen Kastilien och Leon, i den nordvästra delen av landet, 280 km nordväst om huvudstaden Madrid. Urdiales del Páramo ligger 811 meter över havet och antalet invånare är 593.
Terrängen runt Urdiales del Páramo är platt. Runt Urdiales del Páramo är det ganska tätbefolkat, med 100 invånare per kvadratkilometer. Närmaste större samhälle är La Bañeza, 12,9 km sydväst om Urdiales del Páramo. Trakten runt Urdiales del Páramo består till största delen av jordbruksmark.